# Andrzej Gąsiorowski (przedsiębiorca)
Andrzej Janusz Gąsiorowski, Andre Gasiorowski (ur. 26 czerwca 1959 r. w Nysie) – polski przedsiębiorca, z wykształcenia lekarz laryngolog, filantrop działający na rzecz pojednania chrześcijańsko-żydowskiego, od 1990 r. wiceprezes spółki Art-B, od 1 sierpnia 1991 roku mieszkający w Izraelu. Był poszukiwany przez Interpol i polską policję w związku ze sprawą tzw. „afery Art B”. Po 24 latach sprawę tę umorzył Sąd Okręgowy w Kaliszu z powodu przedawnienia. Od tego czasu Andrzej Gąsiorowski regularnie odwiedza Polskę.

## Życiorys
Syn Stanisławy z domu Śniatowskiej (1933–1993, pochowana w Izraelu) i Zdzisława Gąsiorowskiego (1935–2020). Ojciec Andrzeja Gąsiorowskiego 29 września 1968 roku został ordynowany na prezbitera w Zborze Kościoła Zielonoświątkowego w Wałbrzychu.
Posiada podstawowe wykształcenie muzyczne, ukończył Szkołę Muzyczną I i II stopnia im. Stanisława Moniuszki w Wałbrzychu. Absolwent I Liceum Ogólnokształcącego im. Ignacego Paderewskiego w Wałbrzychu (rocznik 1978). Studiował na Akademii Medycznej we Wrocławiu (dyplom lekarza otrzymał w 1984 roku). W 1990 roku uzyskał specjalizację z otolaryngologii. Początkowo pracował jako laryngolog w szpitalu miejskim w Wałbrzychu.

### Art B
W 1985 poznał Bogusława Bagsika. 10 lutego 1989 roku Bogusław Bagsik założył spółkę Art-B z siedzibą w Cieszynie, z kapitałem zakładowym 100.000 złotych. 15 listopada 1989 roku Bagsik zaproponował Gąsiorowskiemu stanowisko wiceprezesa tej spółki. Od czerwca 1990 roku spółkę Art-B reprezentowało już trzech właścicieli: Bogusław Bagsik (55% udziałów), Andrzej Gąsiorowski (40%) i mec. Jerzy Pagieła (5%).

### Śledztwo i ściganie
Spółka Art-B, dzięki wykorzystaniu mechanizmu oscylatora ekonomicznego, w krótkim czasie zamieniła się w potężny holding i obracała towarami wartości bilionów ówczesnych złotych. Główny Inspektor Nadzoru Bankowego już w grudniu 1990 dostrzegł nieprawidłowości w obrocie kapitału holdingu Art-B, ale dopiero po pół roku prokuratura wszczęła śledztwo w tej sprawie. Ówczesny szef Biura Bezpieczeństwa Narodowego – Maciej Zalewski – ostrzegł Bagsika i Gąsiorowskiego kilkanaście godzin przed szykującym się aresztowaniem (potwierdził to m.in. sam Bagsik). W nocy z 31 lipca na 1 sierpnia 1991 roku, dwie godziny przed zamknięciem dla nich granic kraju, obaj właściciele Art-B wyjechali do Izraela. Tam szybko uzyskali obywatelstwo, co uchroniło ich przed wysłanym za nimi międzynarodowym listem gończym, ponieważ Izrael zawsze odmawia ekstradycji własnych obywateli do innych państw (list gończy za Gąsiorowskim wystawiono 13 listopada 1991). 5 lutego 1992 ówczesny prezydent RP Lech Wałęsa poprosił w Strasburgu prezydenta Izraela o ekstradycję Gąsiorowskiego i Bagsika. Izrael nie wydał jednak zgody na ekstradycję szefów Art-B. 26 czerwca 1994 Andrzej Gąsiorowski objął udziały oraz funkcję prezesa w Network Intelligence Group. 1 stycznia 1996 zawarto umowę NBP (Art-B/BHK) z Andrzejem Gąsiorowskim w sprawie podziału 50/50 proc. wspólnie odzyskiwanego majątku Art-B.

#### Umorzenie zarzutów
Niektóre zarzuty polskiej prokuratury wobec niego (o działanie na szkodę spółki Art-B) przedawniły się w lipcu 2001, tj. po dziesięciu latach od wyjazdu z Polski. Inne, dotyczące wyłudzenia co najmniej 424 mln zł, i drugi – kradzieży na szkodę spółki Art-B 45 mln zł miały przedawnić się w roku 2006 (po piętnastu latach), ale zmiana prawa w Polsce uchwalona w 2005 spowodowała, iż przedawnienie nastąpiło w 2011. Według prokuratury jednak najważniejszy zarzut (oszustwa wobec polskich banków na ponad 4 biliony starych zł) przedawnić się miał dopiero w 2016 roku, w związku z czym w 2011 r. odmówiono reprezentującemu Gąsiorowskiego prawnikowi wydania dla jego klienta listu żelaznego, na podstawie którego mógłby przyjechać do Polski bez groźby aresztowania. Gąsiorowski ze swej strony oświadczył publicznie, że nie zamierza na razie opuszczać Izraela, a do Polski przyjedzie najwcześniej w roku 2031.
W 2012 r. Andrzej Gąsiorowski wystąpił ze skargą przeciwko Polsce do Europejskiego Trybunału Praw Człowieka w Strasburgu. W skardze stawia zarzut, że „Polska dopuściła się w jego sprawie rażącego i trwałego naruszenia praw człowieka”.
W dniu 7 lutego 2014 r.  Wydział ds. Przestępczości Gospodarczej Prokuratury Okręgowej w Warszawie postanowił o częściowym umorzeniu śledztwa z powodu brak cech przestępstwa w sprawie prowadzonej przeciwko Andrzejowi Gąsiorowskiemu podejrzanemu o czyn z art. 201 k.k. ustawy z 1969 r. (czyli o zagarnięcie mienia społecznego znacznej wartości), w wątku śledztwa dotyczącym tzw. oscylatora. Postanowienie potwierdzono prawomocnym wyrokiem Sądu Okręgowego w Warszawie, a w lipcu 2015 Sąd Okręgowy w Kaliszu umorzył ostatecznie całe postępowanie z powodu przedawnienia.

### Emigracja

#### Fundacja Helping Hand Coalition
Andrzej Gąsiorowski wspólnie z żoną Bożeną i kilkoma innymi osobami jest współwłaścicielem Fundacji Helping Hand Coalition (HHC), która działa na rzecz ocalonych z Holocaustu.

#### Produkcja muzyczna
Z Bogusławem Bagsikiem był współproducentem filmu dokumentalnego pt. Guitar Legends („Legendy gitary”). Własne muzyczne produkcje to „Armagedon”, „Exodus”, „Nokturn”, „Shma Israel”, „Chosen Ones”, „Happy Birthday (Eden)”, „Ziemia Obiecana”, „Sibir”. Organizator „Praise & Worship Festival in Jerusalem”.

## Dyskografia
- „Armagedon”
- „Chosen Ones”
- „Exodus”
- „Happy Birthday (Eden)”
- „Nokturn”
- „Shma Israel”
- „Sibir”
- „Ziemia Obiecana”

## Filmografia
- „Guitar Legends” 1992 – jako producent
- „Izaak Goldfinger”- jako producent[21]
- „Uciekinier” 1996 realizacja Anna Kwiatkowska, Tomasz Rudomino – obsada (jako on sam)[22]